# Кит Карадин
Кит Ијан Карадин (енгл. Keith Ian Carradine; рођен 8. августа 1949, Сан Матео), амерички је позоришни, филмски, и ТВ глумац, који се појављивао у бројним филмовима и телевизијским серијама.
Познат је по улогама Тома Френка у филму Роберта Алтмана Нешвил, Дивљег Била Хикока у ХБО серији Дедвуд, агента ФБИ Франка Лундија у Декстеру, Лу Солверсона у првој сезони Фарга и америчког председника Конрада Далтона у Госпођа Секретар.
Његова рођена браћа су познати амерички глумци Дејвид Карадин и Роберт Карадин.